# Réaction d'Étard
La réaction d'Étard est une réaction d'oxydation organique des groupes méthyle, liés à un cycle aromatique ou un hétérocycle, en groupe aldéhyde par le chlorure de chromyle,,. Elle tient son nom du chimiste français Alexandre Étard. Cette réaction permet par exemple d'oxyder le toluène en benzaldéhyde :

## Mécanisme réactionnel
Le mécanisme réactionnel se déroule selon une réaction ène avec le chlorure de chromyle, formant un précipité, le complexe d'Étard. Ce complexe se décompose ensuite par un réarrangement sigmatropique [2,3]  sous conditions réductrices, pour éviter une oxydation supplémentaire en acide carboxylique. De telles conditions sont obtenues en saturant la solution par du sulfite de sodium.
En général on utilise un solvant du type sulfure de carbone, chloroforme ou encore tétrachlorure de carbone, ce dernier étant  moins courant. 
Pour obtenir un aldéhyde le plus pur possible, le complexe d'Étard est souvent purifié avant sa décomposition, afin d'éviter toute r!action avec un réactif qui n'aurait pas encore réagit. On laisse en général cette réaction durer plusieurs jours à plusieurs semaines, et son rendement est assez élevé,.

## Limites
La réaction d'Étard est avant tout utilisée comme méthode de conversion facile du toluène en benzaldéhyde. Obtenir des aldéhydes spécifique à partir de réactifs autres que le toluène tend à être délicat du fait des réarrangements. Par exemple, le n-propylbenzène est oxydé en phénylacétone, propiophénone et d'autres dérivés chlorés, la première étant le produit majoritaire,.
Un autre exemple est la réaction de la trans-décaline qui résulte en un mélange de trans-9-décalol, de spiro[4.5]décan-6-one, de trans-1-décalone, de cis-1-décalone, de 9,10-octal-1-one et de 1-tétralone.
D'autre oxydants comme le permanganate de potassium ou le dichromate de potassium oxydent les composés en acides carboxyliques plus stables.

## Utilisations
L'oxydation du toluène en benzaldéhyde est une réaction utile. Le benzaldéhyde est souvent utilisé comme arôme d'amande. L'aldéhyde est aussi plus réactif et peut participer aux réactions de crotonisation. Le benzaldéhyde peut aussi servir de précurseur à de nombreux composés, comme des pigments, des parfums et des composés pharmaceutiques. Par exemple, la première étape de la synthèse de l'éphédrine est la condensation du benzaldéhyde avec le nitroéthane. Le benzaldéhyde peut aussi être utilisé dans la synthèse de la phentermine.